# 2142 Landau
2142 Landau је астероид главног астероидног појаса са средњом удаљеношћу од Сунца која износи 3,165 астрономских јединица (АЈ).
Апсолутна магнитуда астероида је 12,1.